# Mermaid Records
Mermaid Records er et dansk pladeselskab der blev startet i 2008. Det blev oprindeligt etableret som et uafhængigt pladeselskab, i paraplyorganisationen MBO Group, af Mik Christensen og Nikolaj Foss, der var med til at grundlægge Copenhagen Records i 2004. Pladeselskabet blev i november 2008 delvist opkøbt af den danske afdeling af Sony Music.

## Udvalgte artister
- Angu (2009–nu)
- Big Fat Snake (2009–2018)
- Bikstok Røgsystem (2008–nu)
- Black City (2012–nu)
- Brinck (2009–nu)
- D-A-D (2011–nu)
- Electric Lady Lab (2009–nu)
- Freja Kirk (2014–2018)
- Go Go Berlin (2013–nu)
- Hannah Schneider (2009–nu)
- Louis Valuta (2018–nu)
- H.E.R.O. (2014–nu)
- Julie (2009–nu)
- Kira Skov (2008–nu)
- Lydmor (2015–nu)
- Lydmor & Bon Homme (2015–nu)
- Martin Brygmann (2009–nu)
- Rasmus Nøhr (2010–nu)
- Sanne Salomonsen (2009–nu)
- Turboweekend (2008–2012)
- Tim Christensen (2008–nu)
- Winding/Blachman (2009–nu)
- Østkyst Hustlers (2017-nu)

## Albums
- Diverse artister "MGP 2016" (udg. 19. februar 2016)
- Lydmor & Bon Homme "Seven Dreams of Fire" (udg. 6. november 2015)
- Diverse artister "Absalons Hemmelighed" (genudg. 24. oktober 2015)
- Go Go Berlin "Electric Lives" (udg. 21. august 2015)
- Lydmor "Y" (udg. 18. maj 2015)
- Bikstok Uranium (EP) (udg. 16. marts 2015)
- Nanook "Pissaaneqaqisut" (udg. 27. februar 2015)
- Diverse artister "MGP 2015" (udg. 13. februar 2015)
- Diverse artister "Julestjerner" (CD) (genudg. 3. november 2014)
- Sanne Salomonsen "Hjem 2014" (udg. 27. oktober 2014)
- Hannah Schneider "Red Lines" (udg. 27. oktober 2014)
- Klubien "Soul Cowboy" (udg. 28. april 2014)
- Freja Kirk "Monophobia" (udg. 24. marts 2014)
- Diverse artister "MGP 2014" (udg. 14. marts 2014)
- Green Lives "The Years" (udg. 24. februar 2014)
- D-A-D Disn30land Af30r D30k - Best of D-A-D 30 Years 30 Hits 1984-2014 (udg. 28. januar 2014)
- Steen Jørgensen "Standards for Living" (udg. 11. november 2013)
- Rasmus Nøhr Retursekund (udg. 6. november 2013)
- Diverse artister "Julestjerner" (DVD) (udg. 3. november 2013)
- Diverse artister "Julestjerner" (CD) (genudg. 4. november 2013)
- Go Go Berlin "New Gold" (udg. 30. september 2013)
- Nanook "Nanook" (udg. 3. juni 2013)
- Helsinki Poetry "Transport" (udg. 1. marts 2013)
- Tim Christensen, Mike Viola & Tracy Bonham "Pure McCartney" (udg. 11. februar 2013)
- Tim Christensen, Mike Viola & Tracy Bonham "Pure McCartney" (DVD) (udg. 11. februar 2013)
- Tim Christensen "Acoustic Covers vol. 1" (udg. 14. december 2012)
- Diverse artister "Julestjerner" (CD) (udg. 12. november 2012)
- Green Lives "The Green Lives" (EP) (udg. 19. april 2012)
- Hannah Schneider "Me vs. I" (udg. 20. februar 2012)
- IGNUG "Massdebate" (EP) (udg. 13 februar 2012)
- Tim Christensen Tim Christensen and the Damn Crystals (udg. 25. november 2011)
- Martin Brygmann De Fleste Ulykker Sker Med Lemmet (DVD) (udg. 14. november 2011)
- D-A-D DIC.NII.LAN.DAFT.ERD.ARK (udg. 14. november 2011)
- Sanne Salomonsen Tiden brænder" (udg. 14. november 2011)
- Rasmus Nøhr Samlesæt vol. 1 (udg. 3. oktober 2011)
- Brother Grimm "Just Saying" (udg. 26. september 2011)
- Hannah Schneider "Window Sessions" (udg. 13. april 2011)
- Martin Brygmann De fleste ulykker sker med lemmet (CD) (udg. 4. april 2011)
- Electric Lady Lab "Flash!" (udg. 10. januar 2011)
- Diverse artister "Absalons Hemmelighed" (genudg. 22. november 2010)
- Julie "Closer" (udg. 27. september 2010)
- Kira Skov "Look Up Ahead" (udg. 6. september 2010)
- Diverse artister "Danske Hits Igen"(udg. 23. august 2010)
- Turboweekend Ghost of a Chance (2nd edition inkl. bonustracks) (udg. 7. juni 2010)
- Rasmus Nøhr Fra kæreste til grin (udg. 8. marts 2010)
- Sko/Torp Heartland (udg. 22. februar 2010)
- Big Fat Snake What Is Left Is Right (udg. 15. januar 2010)
- Diverse artister "Songs for a Soundtrack" (udg. 26. oktober 2009)
- Hannah Schneider "Hannah Schneider" (udg. 7. september 2009)
- Bolværket "De Grønne Bænke" (udg. 1. august 2009)
- Martin Brygmann Brygmann's Bedste Sange (udg. 22. juni 2009)
- Angu "Burning Blue Skies" (udg. 27. april 2009)
- Winding/Blachman "Musicality" (udg. 30. marts 2009)
- Mike Viola "Lurch" (udg. 26. marts 2009)
- Turboweekend "Ghost of a Chance" (udg. 16. marts 2009)
- Sanne Salomonsen "Unico" (udg. 5. marts 2009)
- Brinck "Brinck" (genudgiv. inkl. nye tracks)(udg. 2. februar 2009)
- Julie "Lige Nu" (udg. 2. februar 2009)
- Hard Candy "Rogue State" (udg. 19. januar 2009)
- Diverse artister "Far, Mor & Bjørn" (DVD)(udg. 5. december 2008)
- Tim Christensen "Superior" (udg. 24. november 2008)
- Diverse artister "Far, Mor & Bjørn" (udg. 20. oktober 2008)
- Kira "The Rail Train, The Meadow, The Freeway & The Shadows" (udg. 15.september 2008)
- Sanne Salomonsen "Sanne - et portræt af hele Danmark rockmama" (udg. 30. juni 2008)
- Brinck "Brinck" (udg. 26. maj 2008)
- The Loft "Little Paul's Blvd" (udg. 24. april 2008)
- Rasmus Nøhr I stedet for en tatovering (udg. 31. marts 2008)
- Louise Hart "Velvet" (udg. 14. januar 2008)
- Diverse artister "Yallahrup Færgeby" (OST) (udg. 19. november 2007)
- Cæcilie Norby "I Had A Ball - Greatest & More" (udg. 5. november 2007)
- Clemens "Nye Tider" (udg. 8. oktober 2007)
- Big Fat Snake "NU" (udg. 1. oktober 2007)
- Turboweekend "Night Shift" (udg. 24. september 2007)
- BigBang "Too Much Yang" (udg. 21. maj 2007)
- Trio Van Gogh "Blow That Flute (Bitch)" (OST) (udg. 14. maj 2007)
- Street Corner Poets "South Coast Calling" (udg. 23. april 2007)
- The Royal Highness "La Mancha" (udg. 13. marts 2007)
- Niels Lan Doky "The Russian Album" (udg. 12. marts 2007)
- Rasmus Nøhr Mig og Dig (DVD) (udg. 29. januar 2007)
- The Gospel "Faith" (udg. 1. januar 2007)
- Diverse artister "Fidibus" (OST) (udg. 9. oktober 2006)
- Diverse artister "Der Var Engang En Dreng Der Fik En Lillesøster Med Vinger" (OST) (udg. 2. oktober 2006)
- Kira & The Kindred Spirits "Happiness Saves Lives" (udg. 26. marts 2006)
- BigBang "Poetic Terrorism" (udg. 8. maj 2006)
- Kira & The Kindred Spirits Kira & The Kindred Spirits (udg. 27. marts 2006)
- Rasmus Nøhr Lykkelig smutning (udg. 27. februar 2006)
- Sanne Salomonsen "The Show" (udg. 25. november 2006)
- OneTwo "Greatest" (udg. 14. november 2005)
- Cæcilie Norby "Slow Fruit" (udg. 26. september 2005)
- Lux Spencers "Never Wanna Grow Old" (EP) (udg. 25. august 2005)
- Diverse artsiter "Værsgo' 2" (udg. 6. juni 2005)
- Sanne Salomonsen "The Album" (udg. 25. februar 2005)
- Kira & The Kindred Spirits "This Is Not An Exit" (udg. 31. januar 2005)
- Bikstok Røgsystem Over stok og sten (udg. 31. januar 2005)
- Angu "Angu" (udg. 20. januar 2005)
- Diverse artister "Oh Happy Day" (OST) (udg. 18. oktober 2004)
- Rasmus Nøhr Rasmus Nøhr (udg. 27. september 2004)
- Diverse artister "Bevar Christiania" (udg. 28. maj 2004)
- Cæcilie Norby "London/Paris" (udg. 29. marts 2004)

OBS! Ugivelserne fra før 15. september 2008 blev oprindeligt udgivet på Copenhagen Records, men reperoiret overgik til Mermaid Records i forbindelse med dannelsen af dette selskab.